# Metal Ligaen 2017/18
Die Metal-Ligaen-Saison 2017/18 war die 61. Spielzeit seit Gründung der höchsten Spielklasse im dänischen Eishockey, die seit 2014 Metal Ligaen heißt. Die Hauptrunde fand vom 8. September 2017 bis zum 27. Februar 2018 statt. Zur Liga stießen die Hvidovre Fighters. Titelverteidiger war Esbjerg Energy. Zum ersten Mal wurde Aalborg Pirates Dänischer Meister, die sich in sechs Spielen gegen Herning Blue Fox durchsetzen. Für das Eishockey in Aalborg war es insgesamt die 2. Meisterschaft, nachdem sich AaB Ishockey 1981 den Titel sichern konnte. Den 3. Platz sicherte sich Rungsted Seier Capital in 2 Spielen gegen den Vorjahresmeister Esbjerg Energy.

## Teilnehmer
| Klub                      | Ort           | Hauptrunde 2016/17 | Play-offs 2017 | Arena                          | Kapazität |
| ------------------------- | ------------- | ------------------ | -------------- | ------------------------------ | --------- |
| Aalborg Pirates           | Aalborg       | 1.                 | Viertelfinale  | Gigantium Isarena              | 5.000     |
| Esbjerg Energy            | Esbjerg       | 4.                 | Meister        | Granly Hockey Arena            | 4.200     |
| Frederikshavn White Hawks | Frederikshavn | 3.                 | Dritter        | Scanel Hockey Arena            | 4.000     |
| Gentofte Stars            | Gentofte      | 6.                 | Finale         | Gentofte Skøjtehal             | 1.160     |
| Herlev Eagles             | Herlev        | 10.                | -              | DFDS Seaways Arena             | 1.740     |
| Herning Blue Fox          | Herning       | 7.                 | Viertelfinale  | KVIK Hockey Arena              | 4.105     |
| Hvidovre Fighters         | Hvidovre      | -                  | -              | Allan Villadsen Ishockey Arena | 2.000     |
| Odense Bulldogs           | Odense        | 2.                 | Vierter        | Odense Isstadion               | 3.280     |
| Rungsted Seier Capital    | Rungsted      | 8.                 | Viertelfinale  | Saxo Bank Arena                | 2.460     |
| Rødovre Mighty Bulls      | Rødovre       | 9.                 | -              | Rødovre Skøjte Arena           | 3.600     |
| SønderjyskE Ishockey      | Vojens        | 5.                 | Viertelfinale  | SE Arena                       | 5.000     |

Quelle:  eliteprospects.com

## Modus
In der Hauptrunde absolvieren die elf Vereine eine Dreifachrunde mit 50 Spielen pro Klub aus. Die besten sechs Mannschaften der Hauptrunde qualifizieren sich direkt für das Viertelfinale. Die Mannschaften auf den Plätzen 7 bis 10 spielen in einem „Play-In“ die restlichen beiden Teilnehmer für das Viertelfinale aus. In den ersten beiden Playoff-Runden dürfen die Mannschaften in der Reihenfolge ihrer Abschlussplatzierungen ihren Playoff-Gegner aussuchen, wobei der Erstplatzierte zuerst seinen Gegner wählen darf. Alle Play-off-Spiele vom Viertelfinale bis hin zum Finale werden im Modus Best-of-Seven ausgetragen.
Es gibt drei Punkte für einen Sieg in der regulären Spielzeit, zwei Punkte für einen Sieg nach Verlängerung oder Penaltyschießen und einen Punkt für eine Niederlage nach Verlängerung oder Penaltyschießen.

## Hauptrunde

### Kreuztabelle
| Heimmannschaft                                                    | Gastmannschaft          | Gastmannschaft    | Gastmannschaft    | Gastmannschaft    | Gastmannschaft          | Gastmannschaft          | Gastmannschaft          | Gastmannschaft    | Gastmannschaft          | Gastmannschaft      | Gastmannschaft          |
| Heimmannschaft                                                    | Esbjerg                 | Fr.havn           | Gentofte          | Herlev            | Herning                 | Hvidovre                | Odense                  | Rungsted          | Rødovre                 | Sønderj.            | Aalborg                 |
| ----------------------------------------------------------------- | ----------------------- | ----------------- | ----------------- | ----------------- | ----------------------- | ----------------------- | ----------------------- | ----------------- | ----------------------- | ------------------- | ----------------------- |
| Esbjerg Energy                                                    |                         | 2:6 2:4           | 3:0 3:1 2:1 n. P. | 5:0 4:1           | 4:5 2:6                 | 2:3 6:5 4:1             | 4:1 3:1                 | 3:2 4:5 n. V.     | 1:3 2:3 n. P. 2:3 n. V. | 2:5 3:2 n. V. 7:2   | 4:1 1:2                 |
| Frederikshavn White Hawks                                         | 3:4 3:1 3:4 n. V.       |                   | 3:2 2:3 n. P.     | 12:1 2:1          | 8:2 2:3                 | 3:0 6:1 2:3 n. P.       | 2:3 1:2 3:7             | 3:4 n. V. 7:3     | 1:0 1:2                 | 0:4 4:3 2:3         | 1:2 n. P. 3:2 n. V. 1:2 |
| Gentofte Stars                                                    | 3:1                     | 1:7 2:3 2:9       |                   | 4:1 0:3 3:1       | 3:4 n. V. 3:4 n. V. 0:4 | 2:3 2:1 n. P.           | 5:2 2:4 2:1             | 4:3 1:2 n. V.     | 3:0 1:3                 | 4:3 n. P. 2:1 n. P. | 2:1 1:3 5:2             |
| Herlev Eagles                                                     | 2:4 2:5                 | 3:7 1:5 3:4       | 3:2 n. V. 0:3     |                   | 1:6 2:3                 | 4:3 5:1 5:2             | 5:4 n. V. 3:2 n. V. 6:2 | 2:3 1:6           | 1:2 2:3 n. V.           | 1:2 5:3             | 2:5 5:2 0:4             |
| Herning Blue Fox                                                  | 5:3 1:2 n. P. 1:2 n. V. | 3:2 3:5 2:1       | 7:0 3:2           | 4:3 n. P. 1:3 2:0 |                         | 4:3 4:3 n. P.           | 2:4 7:3 8:2             | 7:1 3:2           | 2:3 n. P. 5:2           | 2:1 3:2 n. P.       | 4:3 n. V. 6:3 4:3 n. V. |
| Hvidovre Fighters                                                 | 1:4                     | 0:3 3:2           | 2:4 0:1 1:2       | 1:2 n. P. 3:5     | 0:5 2:10 2:4            |                         | 2:4 1:4                 | 1:2 4:5 n. V. 1:4 | 1:4 3:2 2:3             | 1:3 1:5             | 1:2 1:4                 |
| Odense Bulldogs                                                   | 7:3 4:2 1:6             | 5:2 4:5 n. P.     | 3:2 n. P. 3:1     | 5:1 3:2           | 2:1 n. V. 2:3           | 2:3 n. V. 0:1 n. V. 2:1 |                         | 2:0 4:2 2:3 n. V. | 1:5 2:3                 | 4:0 3:0 2:5         | 5:1 2:3 1:4             |
| Rungsted Seier Capital                                            | 4:2 1:2                 | 6:0 2:1 5:4 n. V. | 1:3 1:2 3:4       | 3:2 4:3 4:2       | 2:4 5:6 n. V. 2:4       | 7:1 5:3                 | 3:4 5:0                 |                   | 6:5 3:6 3:4             | 3:2 4:3             | 3:2 1:2 n. V.           |
| Rødovre Mighty Bulls                                              | 5:2 2:3 n. V.           | 2:3 n. V. 2:6 2:5 | 2:1 3:2 n. P. 5:1 | 5:1 3:1 4:2       | 3:5 4:2 3:1             | 4:1 2:4                 | 2:0 3:7                 | 2:3 4:3 n. P.     |                         | 4:3 n. P. 3:0       | 1:3 3:4                 |
| SønderjyskE Ishockey                                              | 2:3 3:2 n. V.           | 3:2 3:4           | 3:2 n. P. 5:2 4:3 | 5:1 1:2 5:1       | 0:3 1:8 2:4             | 8:5 2:1 n. P.           | 1:7 4:3 n. P.           | 1:3 3:4 3:0       | 4:1 4:5 n. V. 3:2       |                     | 1:4 4:2                 |
| Aalborg Pirates                                                   | 1:3 4:3 n. V. 1:3       | 4:1 2:3           | 0:4 5:0           | 3:1 13:1          | 3:1 8:2                 | 3:2 2:4 5:1             | 4:1 6:2                 | 0:3 4:2 2:1       | 6:3 5:3 1:2             | 2:1 1:0 n. V.       |                         |
| n. V. – Sieg nach Verlängerung; n. P. – Sieg nach Penaltyschießen |                         |                   |                   |                   |                         |                         |                         |                   |                         |                     |                         |

Stand: 28. Februar 2018

Quelle:  Metal Ligaen

### Tabelle
|     | Klub                       | Sp | S  | OTS | OTN | N  | T   | GT  | Pkt | %   | Str  | Heim      | Gast      |
| --- | -------------------------- | -- | -- | --- | --- | -- | --- | --- | --- | --- | ---- | --------- | --------- |
| 1.  | Herning Blue Fox           | 50 | 30 | 8   | 4   | 8  | 193 | 124 | 110 | 73% | 492  | 14-5-3-2  | 16-3-1-6  |
| 2.  | Aalborg Pirates            | 50 | 28 | 4   | 3   | 15 | 156 | 111 | 95  | 63% | 683  | 16-2-0-6  | 12-2-3-9  |
| 3.  | Rødovre Mighty Bulls       | 50 | 23 | 8   | 2   | 17 | 151 | 128 | 87  | 58% | 669  | 12-3-2-8  | 11-5-0-9  |
| 4.  | Esbjerg Energy (M)         | 50 | 23 | 6   | 5   | 16 | 151 | 130 | 86  | 57% | 668  | 12-2-3-8  | 11-4-2-8  |
| 5.  | Frederikshavn White Hawks  | 50 | 24 | 3   | 6   | 17 | 172 | 129 | 84  | 56% | 603  | 10-1-5-8  | 14-2-1-9  |
| 6.  | Rungsted Seier Capital (P) | 50 | 21 | 6   | 3   | 20 | 154 | 142 | 78  | 52% | 659  | 13-1-2-9  | 8-5-1-11  |
| 7.  | Odense Bulldogs            | 50 | 22 | 2   | 7   | 19 | 141 | 149 | 77  | 51% | 693  | 12-2-4-7  | 10-0-3-12 |
| 8.  | Gentofte Stars             | 50 | 18 | 4   | 8   | 20 | 108 | 134 | 70  | 47% | 568  | 10-3-3-9  | 8-1-5-11  |
| 9.  | SønderjyskE Ishockey       | 50 | 18 | 4   | 7   | 21 | 135 | 142 | 69  | 46% | 742  | 10-4-1-10 | 8-0-6-11  |
| 10. | Herlev Eagles              | 50 | 10 | 4   | 2   | 34 | 107 | 186 | 36  | 24% | 1116 | 6-3-1-15  | 4-1-1-19  |
| 11. | Hvidovre Fighters (N)      | 50 | 6  | 3   | 5   | 36 | 92  | 184 | 29  | 19% | 641  | 2-0-2-21  | 4-3-3-15  |

Sp = Spiele, S = Siege, N = Niederlagen, OTS = Overtime-Siege, OTN = Overtime-Niederlage, T = Tore, GT = Gegentore, Pkt = Punkte, Str = Strafminuten

Stand: 28. Februar 2018

Quelle:  Metal Ligaen

Erläuterungen: direkte Play-off-Qualifikation, Play-In, Saison beendet

### Beste Scorer
| Nat.               | Spieler          | Team                      | Sp | T  | V  | Pkt | +/− | SM  |
| ------------------ | ---------------- | ------------------------- | -- | -- | -- | --- | --- | --- |
| Finnland           | Toni Kallela     | Herning Blue Fox          | 50 | 25 | 39 | 64  | +28 | 6   |
| Danemark           | Lasse S. Lassen  | Herning Blue Fox          | 50 | 24 | 37 | 61  | +17 | 26  |
| Kanada             | Branden Gracel   | Herning Blue Fox          | 50 | 23 | 37 | 60  | +19 | 69  |
| Kanada             | Dale Mitchell    | Odense Bulldogs           | 49 | 21 | 34 | 55  | +1  | 75  |
| Danemark           | Nick Olesen      | Frederikshavn White Hawks | 50 | 29 | 24 | 53  | +9  | 10  |
| Kanada             | Mark Hurtubise   | Frederikshavn White Hawks | 48 | 20 | 33 | 53  | +13 | 102 |
| Vereinigte Staaten | Jake Hansen      | Rungsted Seier Capital    | 50 | 18 | 35 | 53  | +7  | 52  |
| Kanada             | Carson McMillan  | Esbjerg Energy            | 47 | 24 | 28 | 52  | +21 | 37  |
| Danemark           | Julian Jakobsen  | Aalborg Pirates           | 50 | 12 | 39 | 51  | +18 | 77  |
| Danemark           | Frederik Bjerrum | Herlev Eagles             | 47 | 16 | 32 | 48  | −5  | 91  |

 Abkürzungen:  Sp = Spiele, T = Tore, V = Assists, Pkt = Punkte, +/− = Plus/Minus, SM = Strafminuten; Fett:  Bestwert

Stand: 28. Februar 2018

Quelle:  Metal Ligaen

### Zuschauertabelle
|        | Verein                    | Heimspiele | Zuschauer | pro Spiel | Auslastung | +/- 2016/17 | +/- pro Spiel | +/- in % |
| ------ | ------------------------- | ---------- | --------- | --------- | ---------- | ----------- | ------------- | -------- |
| 01.    | SønderjyskE Ishockey      | 25         | 58.632    | 2.345     | 046,91 %   | 5.932       | −50           | −2,09 %  |
| 02.    | Aalborg Pirates           | 25         | 52.314    | 2.093     | 041,85 %   | −419        | −200          | −8,72 %  |
| 03.    | Herning Blue Fox          | 25         | 38.201    | 1.528     | 037,22 %   | 7.432       | 129           | 9,22 %   |
| 04.    | Frederikshavn White Hawks | 25         | 33.507    | 1.340     | 033,51 %   | 3.275       | −34           | −2,47 %  |
| 05.    | Odense Bulldogs           | 25         | 30.998    | 1.240     | 037,8 %    | 4.193       | 22            | 1,81 %   |
| 06.    | Esbjerg Energy            | 25         | 30.547    | 1.222     | 029,09 %   | 1.304       | −107          | −8,05 %  |
| 07.    | Rødovre Mighty Bulls      | 25         | 29.032    | 1.161     | 032,26 %   | 3.459       | 49            | 4,41 %   |
| 08.    | Rungsted Seier Capital    | 25         | 20.612    | 824       | 033,52 %   | −4.442      | −265          | −24,33 % |
| 09.    | Hvidovre Fighters         | 25         | 16.478    | 659       | 032,96 %   | 16.478      | 659           | 100 %    |
| 10.    | Herlev Eagles             | 25         | 14.457    | 578       | 033,23 %   | 2.311       | 50            | 9,47 %   |
| 11.    | Gentofte Stars            | 25         | 8.739     | 350       | 030,13 %   | 368         | −14           | −3,85 %  |
| Gesamt | Gesamt                    | 275        | 333.517   | 1.213     | 033,19 %   | 39.891      | −92           | −7,05 %  |

Stand: 28. Februar 2018
Quelle:  Metal Ligaen

## Schiedsrichter
| Nummer | Name                          | Nummer | Name              | Nummer | Name                         |
| ------ | ----------------------------- | ------ | ----------------- | ------ | ---------------------------- |
| 6      | Thomas Buchardt Andersen      | 17     | Michael Nielsen   | 30     | Kenneth Larsen               |
| 7      | Vernon Hofferd                | 19     | Niclas Lundsgaard | 31     | Tim Tzirtziganis             |
| 11     | Søren Reis                    | 21     | Daniel Bøjle      | 34     | Martin Theiltoft Christensen |
| 12     | Rasmus Toppel                 | 22     | Rene Jørgensen    | 51     | Maria Füchseln               |
| 14     | Jens Chr. Gregersen           | 23     | Jonas Reimer      | 74     | Jacob Grumsen                |
| 15     | IIHF Referee Exchange Program | 24     | Mike Hicks        | 96     | Casper Bering Nielsen        |
| 16     | IIHF Referee Exchange Program | 28     | Mads Frandsen     | 98     | Tom Darnell                  |

## Playoffs

### Play-in
Die Play-in-Spiele werden im Modus „Best of Five“ ausgetragen, wobei Odense Bulldogs und Gentofte Stars bereits mit 1:0 in ihrer Serie führen. Die Play-in-Spiele finden am 2. und 3. März statt und wenn nötig am 5. und 6. März statt.
|                 |   |                     | Serie | 1         | 2   | 3       | 4 | [HR]  |
| --------------- | - | ------------------- | ----- | --------- | --- | ------- | - | ----- |
| Odense Bulldogs | – | Herlev Eagles       | 1:3   | 2:3       | 3:5 | 2:3     |   | [2:3] |
| Gentofte Stars  | – | SønderjyskE Ishokey | 1:3   | 3:4 n. V. | 1:5 | 4:5 n.V |   | [2:3] |

#### Odense Bulldogs (7) – Herlev Eagles (10)
| 2. März 2018 19:30 Uhr | Herlev Eagles Thomas Søndergaard (00:23) Frederik Bjerrum (01:37) Thomas Søndergaard (31:18) | 3:2 (2:1, 1:0, 0:1) Spielbericht Stand: 1:1 | Odense Bulldogs Dale Mitchell (18:42) Dale Mitchell (59:59) | Herlev Skøjtehal, Herlev, Region Hovedstaden Zuschauer: 1045 |

| 3. März 2018 19:00 Uhr | Odense Bulldogs Ned Lukacevic (34:14) Henrik Nielsen (51:05) Yannick Vedel (52:31) | 3:5 (0:1, 1:1, 2:3) Spielbericht Stand: 1:2 | Herlev Eagles Brett Thompson (09:51) Frederik Bjerrum (35:39) Thomas Søndergaard (40:19) Karl Beckman (43:46) Christoffer Gath (57:04) | Odense Isstadion, Odense, Region Syddanmark Zuschauer: 701 |

| 5. März 2018 19:00 Uhr | Herlev Eagles Brett Thompson (11:51) Frederik Bjerrum (74:40) Mads Schaarup (48:55) | 3:2 (1:0, 0.1, 2:1) Spielbericht Stand: 3:1 | Odense Bulldogs Ned Lukacevic (24:35) Henrik Nielsen (45:27) | Herlev Skøjtehal, Herlev Kommune, Region Hovedstaden Zuschauer: 1055 |

#### Gentofte Stars (8) – SønderjyskE Ishockey (9)
| 2. März 2018 19:30 Uhr | SønderjyskE Ishockey Steffen Frank (23:19) Jace Coyle (23:52) Anders Førster (47:12) Kyle Wharton (79:49) | 4:3 n. V. (0:0, 2:2, 1:1, 1:0) Spielbericht Stand: 1:1 | Gentofte Stars Marko Virtala (30:19) Julius Joakim Nyqvist (38:42) Ville Järveläinen (57:23) | SE Arena, Vojens, Region Syddanmark Zuschauer: 2853 |

| 3. März 2018 19:00 Uhr | Gentofte Stars Ville Järveläinen (47:23) | 1:5 (0:1, 0:1, 1:3) Spielbericht Stand: 1:2 | SønderjyskE Ishockey Derek Damon (02:15) Søren Dau Mortensen (35:11) Thomas Spelling (46:51) Mads O. Lund (50:28) Patrick Dwyer (58:11) | Gentofte Skøjtehal, Gentofte, Region Hovedstaden Zuschauer: 817 |

| 5. März 2018 19:00 Uhr | SønderjyskE Ishockey Patrick Dwyer (26:01) Thomas Spelling (37:14) Patrick Dwyer (39:59) Patrick Dwyer (43:18) Tyler Fiddler (60:44) | 5:4 n. V. (0:1, 3:1, 1:2, 1:0) Spielbericht Stand: 3:1 | Gentofte Stars Ville Järveläinen (13:04) Marko Virtala (22:43) Ville Järveläinen (53:32) Ville Järveläinen (58:54) | SE Arena, Vojens, Region Syddanmark Zuschauer: 3079 |

In den Playoffs spielen die besten 8 Teams der Hauptrunde im Modus Best of Seven (Ausnahme Spiel um Platz 3) gegeneinander. Die 4 besten Teams der Hauptrunde wählen ihrer Platzierung folgend ihren Gegner für das Viertelfinale aus den Teams der Plätze 5, 6 und den Siegern der Play-in-Spiele.

Die Playoffs beginnen am 2. März 2018 mit den Play-in-Spielen.

### Playoff-Baum
|  | Viertelfinale | Viertelfinale             | Viertelfinale |  |  | Halbfinale | Halbfinale             | Halbfinale |  |  | Finale           | Finale                 | Finale           |
|  |               |                           |               |  |  |            |                        |            |  |  |                  |                        |                  |
|  | 1             | Herning Blue Fox          | 4             |  |  |            |                        |            |  |  |                  |                        |                  |
|  | 10            | Herlev Eagles             | 1             |  |  |            |                        |            |  |  |                  |                        |                  |
|  |               |                           |               |  |  | 1          | Herning Blue Fox       | 4          |  |  |                  |                        |                  |
|  |               |                           |               |  |  | 6          | Rungsted Seier Capital | 1          |  |  |                  |                        |                  |
|  | 3             | Rødovre Mighty Bulls      | 3             |  |  |            |                        |            |  |  |                  |                        |                  |
|  | 6             | Rungsted Seier Capital    | 4             |  |  |            |                        |            |  |  |                  |                        |                  |
|  |               |                           |               |  |  |            |                        |            |  |  | 1                | Herning Blue Fox       | 2                |
|  |               |                           |               |  |  |            |                        |            |  |  | 2                | Aalborg Pirates        | 4                |
|  | 2             | Aalborg Pirates           | 4             |  |  |            |                        |            |  |  |                  |                        |                  |
|  | 5             | Frederikshavn White Hawks | 0             |  |  |            |                        |            |  |  |                  |                        |                  |
|  |               |                           |               |  |  | 2          | Aalborg Pirates        | 4          |  |  |                  |                        |                  |
|  |               |                           |               |  |  | 4          | Esbjerg Energy         | 3          |  |  | Spiel um Platz 3 | Spiel um Platz 3       | Spiel um Platz 3 |
|  | 4             | Esbjerg Energy            | 4             |  |  |            |                        |            |  |  | 4                | Esbjerg Energy         | 4                |
|  | 9             | SønderjyskE Ishockey      | 1             |  |  |            |                        |            |  |  | 6                | Rungsted Seier Capital | 7                |

### Viertelfinale
Die Viertelfinalspiele finden am 9., 11., 13., 16. März und wenn nötig am 18., 20. und 23. März 2018 statt.
|                      |   |                           | Serie | 1   | 2   | 3   | 4       | 5   | 6   | 7   | [HR]  |
| -------------------- | - | ------------------------- | ----- | --- | --- | --- | ------- | --- | --- | --- | ----- |
| Herning Blue Fox     | – | Herlev Eagles             | 4:1   | 1:2 | 3:1 | 8:3 | 6:3     | 7:3 |     |     | [4:1] |
| Aalborg Pirates      | – | Frederikshavn White Hawks | 4:0   | 2:1 | 3:2 | 5:1 | 4:3 n.V |     |     |     | [3:2] |
| Rødovre Mighty Bulls | – | Rungsted Seier Capital    | 2:3   | 3:2 | 2:3 | 1:2 | 2:1     | 2:4 | 2:1 | 1:4 | [3:2] |
| Esbjerg Energy       | – | SønderjyskE Ishockey      | 4:1   | 2:1 | 0:4 | 5:1 | 2:1     | 4:0 |     |     | [3:2] |

#### Herning Blue Fox (1) – Herlev Eagles (10)
| 9. März 2018 19:30 Uhr | Herning Blue Fox Daniel Nielsen (09:54) | 1:2 (1:1, 0:0, 0:1) Spielbericht Stand: 0:1 | Herlev Eagles Thomas Søndergaard (02:16) Erik Johansson (41:21) | KVIK Hockey Arena, Herning, Region Midtjylland Zuschauer: 3613 |

| 11. März 2018 18:00 Uhr | Herlev Eagles Frederik Bjerrum (50:29) | 1:3 (0:1, 0:1, 1:1) Spielbericht Stand: 1:1 | Herning Blue Fox Daniel Nielsen (14:25) Kristoffer Søgård Jensen (25:02) Daniel Nielsen (53:09) | Herlev Skøjtehal, Herlev, Region Hovedstaden Zuschauer: 1247 |

| 13. März 2018 19:00 Uhr | Herning Blue Fox Thomas Vilstrup Andersen (11:02) Daniel Nielsen (13:16) Lasse S. Lassen (22:51) Toni Kallela (36:48) Branden Gracel (47:59) Markus Jensen (53:17) Jan Dalecky (54:24) Lasse S. Lassen (57:39) | 8:3 (2:0, 2:2, 4:1) Spielbericht Stand: 2:1 | Herlev Eagles Karl Beckman (31:30) Maksim Popovic (34:46) Mathias Thinnesen (56:10) | KVIK Hockey Arena, Herning, Region Midtjylland Zuschauer: 1851 |

| 16. März 2018 19:30 Uhr | Herlev Eagles Brett Thompson (02.54) Brett Thompson (55:02) Frederik Bjerrum (56:57) | 3:6 (1:0, 0:2, 2:4) Spielbericht Stand: 1:3 | Herning Blue Fox Toni Kallela (24:22) Branden Gracel (39:59) Lasse S. Lassen (40:42) Riku Pitkänen (41:08) Branden Gracel (50:35) Markus Jensen (58.08) | Herlev Skøjtehal, Herlev Kommune, Region Hovedstaden Zuschauer: 1078 |

| 18. März 2018 15:00 Uhr | Herning Blue Fox Lasse S. Lassen (17:24) Patrick Madsen (21:21) Toni Kallela (25:50) Toni Kallela (38:45) Lasse S. Lassen (42:01) Daniel Nielsen (49:59) Jan Dalecky (53:32) | 7:3 (1:1, 3:2, 3:0) Spielbericht Stand: 4:1 | Herlev Eagles Brett Thompson (04:36) Mikkel Ankjær Nielsen (29:44) Christoffer Gath (33:38) | KVIK Hockey Arena, Herning, Region Midtjylland Zuschauer: 1689 |

#### Aalborg Pirates (2) – Frederikshavn White Hawks (5)
| 9. März 2018 19:30 Uhr | Aalborg Pirates Julian Jakobsen (17:10) Peter Quenneville (54:06) | 2:1 (1:0, 0:0, 1:1) Spielbericht Stand: 1:0 | Frederikshavn White Hawks Kristian Jensen (46:09) | Gigantium Isarena, Aalborg, Region Nordjylland Zuschauer: 4736 |

| 11. März 2018 15:00 Uhr | Frederikshavn White Hawks Cameron Spiro (05:07) Mark Hurtubise (57:43) | 2:3 (2:0, 0:2, 1:1) Spielbericht Stand: 0:2 | Aalborg Pirates Christopher Frederiksen (38:55) Olivier Hinse (39:21) Pierre-Olivier Morin (54:26) | Scanel Hockey Arena, Frederikshavn, Region Nordjylland Zuschauer: 2004 |

| 13. März 2018 19:30 Uhr | Aalborg Pirates Kirill Kabanov (20:25) Peter Quenneville (29:57) Peter Quenneville (39:34) Olivier Hinse (54:32) Christopher Frederiksen (55:15) | 5:1 (0:1, 3:0, 2:0) Spielbericht Stand: 3:0 | Frederikshavn White Hawks Nick Olesen (13:54) | Gigantium Isarena, Aalborg, Region Nordjylland Zuschauer: 4227 |

| 16. März 2018 18:30 Uhr | Frederikshavn White Hawks Mark Hurtubise (50:04) Henri Heino (56:42) Henrik Eriksson (58:54) | 3:4 n. V. (0:0, 0:0, 3:3, 0:1) Spielbericht Stand: 0:4 | Aalborg Pirates Clay Anderson (45:40) Henry Hardarson (49:27) Martin Højbjerg (59:41) Martin Højbjerg (74:59) | Scanel Hockey Arena, Frederikshavn, Region Nordjylland Zuschauer: 1350 |

#### Rødovre Mighty Bulls (3) – Rungsted Seier Capital (6)
| 9. März 2018 19:30 Uhr | Rødovre Mighty Bulls Nicklas Carlsen (25:29) Phillip Schultz (39:20) Jannik Karvinen (54:49) | 3:2 (0:2, 2:0, 1:0) Spielbericht Stand: 1:0 | Rungsted Seier Capital Robin Bergman (00:41) Brendon Nash (10:11) | Rødovre Skøjte Arena, Rødovre, Region Hovedstaden Zuschauer: 2518 |

| 11. März 2018 15:00 Uhr | Rungsted Seier Capital Rasmus Thykjær Andersson (15:45) Mattias Persson (22:24) Marcus Olsson (50:48) | 3:2 (1:0, 1:2, 1:0) Spielbericht Stand: 1:1 | Rødovre Mighty Bulls Anders Schultz (25:56) Eetu Vento (31:42) | Saxo Bank Arena, Rungsted, Region Hovedstaden Zuschauer: 1827 |

| 13. März 2018 19:00 Uhr | Rødovre Mighty Bulls Matthias Asperup (09:11) | 1:2 (1:0, 0:0, 0:2) Spielbericht Stand: 1:2 | Rungsted Seier Capital Robin Bergman (41:10) Rasmus Thykjær Andersson (49:19) | Rødovre Skøjte Arena, Rødovre Kommune, Region Hovedstaden Zuschauer: 1874 |

| 16. März 2018 19:30 Uhr | Rungsted Seier Capital Aleksi Laasko (23:07) | 1:2 (0:1, 1:0, 0:1) Spielbericht Stand: 2:2 | Rødovre Mighty Bulls Frederik Skovby (09:50) Steffen Klarskov Nielsen (45:59) | Saxo Bank Arena, Rungsted Kommune, Region Hovedstaden Zuschauer: 1954 |

| 18. März 2018 19:30 Uhr | Rødovre Mighty Bulls Steffen Klarskov Nielsen (41:44) Nicklas Carlsen (56:55) | 2:4 (0:0, 0:3, 2:1) Spielbericht Stand: 2:3 | Rungsted Seier Capital Mattias Persson (32:48) Mathias Røndbjerg (34:50) Rasmus Thykjær Andersson (39:57) Morten Green (52:24) | Rødovre Skøjte Arena, Rødovre Kommune, Region Hovedstaden Zuschauer: 1786 |

| 20. März 2018 20:30 Uhr | Rungsted Seier Capital Emil Oliver Christensen (47:14) | 1:2 (0:0, 0:1, 1:1) Spielbericht Stand: 3:3 | Rødovre Mighty Bulls Morten Andreasen (27:55) Jonas Sass (49:46) | Saxo Bank Arena, Rungsted Kommune, Region Hovedstaden Zuschauer: 1588 |

| 23. März 2018 19:30 Uhr | Rødovre Mighty Bulls Steffen Klarskov Nielsen (01:15) | 1:4 (1:1, 0:2, 0:1) Spielbericht Stand: 3:4 | Rungsted Seier Capital Morten Green (03:30) Nikolaj Krag Christensen (30:34) Laakso Aleksi (31:32) Robin Bergman (59:04) | Rødovre Skøjte Arena, Rødovre Kommune, Region Hovedstaden Zuschauer: 3148 |

#### Esbjerg Energy (4) – SønderjyskE Ishockey (9)
| 9. März 2018 19:30 Uhr | Esbjerg Energy Christian Wejse (18:57) Alexis Loiseau (32:41) | 2:1 (1:0, 1:0, 0:1) Spielbericht Stand: 1:0 | SønderjyskE Ishockey Anders Førster (48:09) | Granly Hockey Arena, Esbjerg, Region Syddanmark Zuschauer: 3122 |

| 11. März 2018 16:00 Uhr | SønderjyskE Ishockey Søren Dau Mortensen (03:33) Patrick Dwyer (27:18) Mads O. Lund (57:43) Rasmus Nielsen (58:59) | 4:0 (1:0, 1:0, 2:0) Spielbericht Stand: 1:1 | Esbjerg Energy | SE Arena, Vojens, Region Syddanmark Zuschauer: 4389 |

| 13. März 2018 20:30 Uhr | Esbjerg Energy Brock Nixon (33:50) Jannik Christiensen (38:07) Brock Nixon (39:49) Carson McMillan (43:07) Colin Vock (51:25) | 5:1 (0:1, 3:0, 2:0) Spielbericht Stand: 2:1 | SønderjyskE Ishockey Thomas Spelling (18:24) | Granly Hockey Arena, Esbjerg, Region Syddanmark Zuschauer: 2258 |

| 16. März 2018 19:30 Uhr | SønderjyskE Ishockey Patrick Dwyer (38:01) | 1:2 (0:1, 1:0, 0:1) Spielbericht Stand: 1:3 | Esbjerg Energy Phillip Bruggisser (05:09) Brock Nixon (46:07) | SE Arena, Vojens, Region Syddanmark Zuschauer: 5000 |

| 18. März 2018 16:00 Uhr | Esbjerg Energy Brock Nixon (02:11) Colin Vock (39:29) Justin Crandall (56.56) Justin Crandall (58:55) | 4:0 (1:0, 1:0, 2:0) Spielbericht Stand: 4:1 | SønderjyskE Ishockey | Granly Hockey Arena, Esbjerg, Region Syddanmark Zuschauer: 3086 |

### Halbfinale
Die Halbfinalspiele finden am 27. März, 30. März, 1. April, 3. April und wenn nötig am 5., 8. und 10. April 2018 statt.
|                  |   |                        | Serie | 1   | 2         | 3         | 4         | 5   | 6   | 7   | [HR]  |
| ---------------- | - | ---------------------- | ----- | --- | --------- | --------- | --------- | --- | --- | --- | ----- |
| Herning Blue Fox | – | Rungsted Seier Capital | 4:1   | 5:1 | 4:3 n. V. | 2:7       | 4:3 n. V. | 3:1 |     |     | [5:0] |
| Aalborg Pirates  | – | Esbjerg Energy         | 4:3   | 3:1 | 4:5 n. V. | 5:4 n. V. | 2:4       | 4:2 | 1:2 | 4:2 | [2:3] |

#### Herning Blue Fox (1) – Rungsted Seier Capital (6)
| 27. März 2018 20:30 Uhr | Herning Blue Fox Toni Kallela (10:15) Anders Poulsen (26:18) Christian Silfver (35:16) Jan Dalecky (57:36) Toni Kallela (58:56) | 5:1 (1:0, 2:0, 2:1) Spielbericht Stand: 1:0 | Rungsted Seier Capital Morten Green (43:29) | KVIK Hockey Arena, Herning, Region Midtjylland Zuschauer: 1847 |

| 30. März 2018 19:30 Uhr | Rungsted Seier Capital Jake Hansen (23:19) Mattias Persson (43:56) Marcus Olsson (56:25) | 3:4 n. V. (0:1, 1:2, 2:0, 0:0, 0:1) Spielbericht Stand: 0:2 | Herning Blue Fox Lasse S. Lassen (05:18) Nicolai H. Weichel (23:05) Toni Kallela (39:41) Branden Gracel (93:55) | Saxo Bank Arena, Rungsted, Region Hovedstaden Zuschauer: 1698 |

| 1. April 2018 16:00 Uhr | Herning Blue Fox Lasse S. Lassen (32:50) Daniel Nielsen (44:36) | 2:7 (0:3, 1:2, 1:2) Spielbericht Stand: 2:1 | Rungsted Seier Capital Mattias Persson (03:26) Nikolai Gade (08:42) Brendon Nash (14:01) Mattias Persson (29:25) Aleksi Laakso (39:17) Morten Jensen (48:49) Morten Green (57:19) | KVIK Hockey Arena, Herning, Region Midtjylland Zuschauer: 2209 |

| 3. April 2018 20:30 Uhr | Rungsted Seier Capital Rasmus Thykjær Andersson (13:20) Nikolaj Krag Christensen (16:17) Aleksi Laakso (33:49) | 3:4 n. V. (2:1, 1:2, 0:0, 0:1) Spielbericht Stand: 1:3 | Herning Blue Fox Lasse S. Lassen (00:52) Nicolai H. Weichel (28:01) Branden Gracel (36:59) Markus Jensen (65:11) | Saxo Bank Arena, Rungsted Kommune, Region Hovedstaden Zuschauer: 1674 |

| 6. April 2018 19:30 Uhr | Herning Blue Fox Lasse S. Lassen (01:13) Jan Dalecky (31:55) Jan Dalecky (40:53) | 3:1 (1:1, 1:0, 1:0) Spielbericht Stand: 4:1 | Rungsted Seier Capital Jake Hansen (02:19) | KVIK Hockey Arena, Herning, Region Midtjylland Zuschauer: 2679 |

#### Aalborg Pirates (2) – Esbjerg Energy (4)
| 27. März 2018 19:00 Uhr | Aalborg Pirates Martin Lefebvre (35:56) Martin Lefebvre (56:54) Mikkel Højbjerg (59:41) | 3:1 (0:1, 1:0, 2:0) Spielbericht Stand: 1:0 | Esbjerg Energy Nicholas Crawford (14:08) | Gigantium Isarena, Aalborg, Region Nordjylland Zuschauer: 3138 |

| 30. März 2018 19:30 Uhr | Esbjerg Energy Adam Miller (05:39) Colin Vock (09:59) Brock Nixon (34:57) Christian Wejse (58:39) Adam Miller (62:59) | 5:4 n. V. (2:2, 1:1, 1:1, 1:0) Spielbericht Stand: 1:1 | Aalborg Pirates Tobias Maximilian Ladehoff (08:43) Sebastian Brinkman Andersen (12:13) Tobias Maximilian Ladehoff (36:26) Jeppe Jul Korsgaard (41:39) | Granly Hockey Arena, Esbjerg, Region Syddanmark Zuschauer: 3036 |

| 1. April 2018 17:45 Uhr | Aalborg Pirates Jeppe Jul Korsgaard (17:48) Martin Lefebvre (23:06) Mikkel Højbjerg (32:05) Olivier Hinse (47:14) Sonny Hertzberg (65:32) | 5:4 n. V. (1:0, 2:2, 1:2, 1:0) Spielbericht Stand: 2:1 | Esbjerg Energy Adam Miller (05:39) Colin Vock (09:59) Brock Nixon (34:57) Christian Wejse (58:39) | Gigantium Isarena, Aalborg, Region Nordjylland Zuschauer: 3562 |

| 3. April 2018 19:30 Uhr | Esbjerg Energy Felix Scheel (19:58) Colin Vock (29:03) Nicholas Crawford (42:19) Carson McMillan (56:50) | 4:2 (1:1, 1:1, 2:0) Spielbericht Stand: 2:2 | Aalborg Pirates Jeppe Jul Korsgaard (08:48) Kirill Kabanov (37:50) | Granly Hockey Arena, Esbjerg, Region Syddanmark Zuschauer: 2626 |

| 6. April 2018 19:30 Uhr | Aalborg Pirates Julian Jakobsen (24:05) Jeppe Jul Korsgaard (25:36) Nikolaj Carstensen (52:09) Mikkel Højbjerg (54:06) | 4:2 (0:0, 2:0, 2:2) Spielbericht Stand: 3:2 | Esbjerg Energy Felix Scheel (50:17) Adam Miller (59:24) | Gigantium Isarena, Aalborg, Region Nordjylland Zuschauer: 4406 |

| 8. April 2018 13:00 Uhr | Esbjerg Energy Esben Nielsen (4:40) Brock Nixon (40:00) | 2:1 (1:0, 1:1, 0:0) Spielbericht Stand: 3:3 | Aalborg Pirates Clay Anderson (21:50) | Granly Hockey Arena, Esbjerg, Region Syddanmark Zuschauer: 2558 |

| 10. April 2018 20:30 Uhr | Aalborg Pirates Jeppe Jul Korsgaard (13:10) Kirill Kabanov (30:10) Martin Lefebvre (33:08) Martin Lefebvre (49:06) | 4:2 (1:1, 2:1, 1:0) Spielbericht Stand: 4:3 | Esbjerg Energy Adam Miller (04:40) Felix Scheel (40:00) | Gigantium Isarena, Aalborg, Region Nordjylland Zuschauer: 4520 |

### Spiele um Platz 3
Die Spiele um Platz 3 wird in zwei Spielen mit Hin- und Rückspiel am 13. und 14. April 2018 ausgetragen.
|                |   |                        | Gesamt | 1   | 2   | [HR]  |
| -------------- | - | ---------------------- | ------ | --- | --- | ----- |
| Esbjerg Energy | – | Rungsted Seier Capital | 4:7    | 3:3 | 1:4 | [3:2] |

#### Esbjerg Energy (4) – Rungsted Seier Capital (6)
| 13. April 2018 19:30 Uhr | Rungsted Seier Capital Mattias Persson (34:20) Mike Vernace (45:41) Nikolaj Murholt Rosenthal (54:30) | 3:3 (0:0, 1:1, 2:2) Spielbericht Stand: 3:3 | Esbjerg Energy Adam Miller (32.18) Adam Miller (49:16) Taylor Fleming (50:35) | Saxo Bank Arena, Rungsted, Region Hovedstaden Zuschauer: 1313 |

| 14. April 2018 19:30 Uhr | Esbjerg Energy Justin Crandall (05:00) | 1:4 (1:1, 0:0, 0:3) Spielbericht Stand: 4:7 | Rungsted Seier Capital Morten Jensen (34:20) Jake Hansen (45:41) Morten Jensen (54:30) Morten Green (59:39) | Granly Hockey Arena, Esbjerg, Region Syddanmark Zuschauer: 1627 |

### Finale
Die Finalspiele finden am 13., 15., 17., 20. April und wenn nötig am 22., 24. und 27. April 2018 statt.
|                  |   |                 | Serie | 1   | 2   | 3   | 4   | 5   | 6   | 7 | [HR]  |
| ---------------- | - | --------------- | ----- | --- | --- | --- | --- | --- | --- | - | ----- |
| Herning Blue Fox | – | Aalborg Pirates | 2:4   | 1:4 | 0:3 | 1:3 | 3:2 | 5:2 | 1:6 |   | [3:2] |

#### Herning Blue Fox (1) – Aalborg Pirates (2)
| 13. April 2018 19:30 Uhr | Herning Blue Fox Lasse S. Lassen (44:56) | 1:4 (0:2, 0:0, 1:2) Spielbericht Stand: 0:1 | Aalborg Pirates Pierre-Olivier Morin (05:37) Martin Lefebvre (10:34) Peter Quenneville (44:25) Mikkel Højbjerg (47:33) | KVIK Hockey Arena, Herning, Region Midtjylland Zuschauer: 3118 |

| 15. April 2018 17:45 Uhr | Aalborg Pirates Julian Jakobsen (04:27) Peter Quenneville (28:38) Mikkel Højbjerg (38:39) | 3:0 (1:0, 2:0, 0:0) Spielbericht Stand: 2:0 | Herning Blue Fox | Gigantium Isarena, Aalborg, Region Nordjylland Zuschauer: 4256 |

| 17. April 2018 20:30 Uhr | Herning Blue Fox Branden Gracel (55:48) | 1:3 (0:0, 0:2, 1:1) Spielbericht Stand: 1:3 | Aalborg Pirates Martin Lefebvre (20:39) Jeppe Jul Korsgaard (25:07) Peter Quenneville (47:37) | KVIK Hockey Arena, Herning, Region Midtjylland Zuschauer: 2817 |

| 20. April 2018 19:30 Uhr | Aalborg Pirates Kirill Kabanov (37:13) Olivier Hinse (46:25) | 2:3 (0:0, 1:3, 1:0) Spielbericht Stand: 1:3 | Herning Blue Fox Lasse S. Lassen (26:14) Anders Poulsen (29:38) Patrick Madsen (31:08) | Gigantium Isarena, Aalborg, Region Nordjylland Zuschauer: 5000 |

| 22. April 2018 15:00 Uhr | Herning Blue Fox Mathias H. Mølgaard (21:55) Anders Poulsen (27:08) Christian Silfver (30:20) Jan Dalecky (57:35) Branden Gracel (59:05) | 5:2 (0:0, 3:0, 2:2) Spielbericht Stand: 2:3 | Aalborg Pirates Peter Quenneville (46:15) Clay Anderson (50:03) | KVIK Hockey Arena, Herning, Region Midtjylland Zuschauer: 3214 |

| 24. April 2018 18:00 Uhr | Aalborg Pirates Clay Anderson (02.52) Peter Quenneville (04:22) Peter Quenneville (33:49) Martin Lefebvre (43:56) Julian Jakobsen (50:03) Julian Jakobsen (58:37) | 6:1 (2:0, 1:1, 3:0) Spielbericht Stand: 4:2 | Herning Blue Fox Jan Dalecky (24:14) | Gigantium Isarena, Aalborg, Region Nordjylland Zuschauer: 5000 |

### Beste Scorer
| Nat.     | Spieler              | Team                   | Sp | T  | V  | Pkt | +/− | SM |
| -------- | -------------------- | ---------------------- | -- | -- | -- | --- | --- | -- |
| Finnland | Toni Kallela         | Herning Blue Fox       | 16 | 7  | 16 | 23  | +5  | 2  |
| Danemark | Lasse S. Lassen      | Herning Blue Fox       | 16 | 10 | 10 | 20  | +7  | 4  |
| Danemark | Morten Green         | Rungsted Seier Capital | 14 | 5  | 12 | 17  | +4  | 8  |
| Kanada   | Martin Lefebvre      | Aalborg Pirates        | 17 | 10 | 6  | 16  | +14 | 4  |
| Danemark | Julian Jakobsen      | Aalborg Pirates        | 17 | 5  | 11 | 16  | +7  | 16 |
| Kanada   | Pierre-Olivier Morin | Aalborg Pirates        | 17 | 2  | 14 | 16  | +5  | 22 |
| Schweden | Mattias Persson      | Rungsted Seier Capital | 14 | 6  | 9  | 15  | +1  | 6  |
| Danemark | Phillip Bruggisser   | Esbjerg Energy         | 14 | 3  | 11 | 14  | +2  | 2  |
| Kanada   | Brock Nixon          | Esbjerg Energy         | 14 | 7  | 6  | 13  | +2  | 6  |
| Kanada   | Branden Gracel       | Esbjerg Energy         | 15 | 7  | 6  | 13  | -3  | 14 |

 Abkürzungen:  Sp = Spiele, T = Tore, V = Assists, Pkt = Punkte, +/− = Plus/Minus, SM = Strafminuten; Fett:  Bestwert

Stand: 25. April 2018; Quelle:  Metal Ligaen

### Zuschauertabelle
|        | Verein                    | Heimspiele | Zuschauer | Schnitt | Auslastung |
| ------ | ------------------------- | ---------- | --------- | ------- | ---------- |
| 01.    | Aalborg Pirates           | 9          | 38.845    | 4.316   | 086,32 %   |
| 02.    | Herning Blue Fox          | 9          | 23.037    | 2.560   | 062,35 %   |
| 03.    | Esbjerg Energy            | 7          | 18.313    | 2.616   | 062,29 %   |
| 04.    | SønderjyskE Ishockey      | 4          | 15.321    | 3.830   | 076,61 %   |
| 05.    | Rungsted Seier Capital    | 6          | 10.054    | 1.676   | 068,12 %   |
| 06.    | Rødovre Mighty Bulls      | 4          | 9.326     | 2.332   | 064,76 %   |
| 07.    | Herlev Eagles             | 4          | 4.425     | 1.106   | 063,58 %   |
| 08.    | Frederikshavn White Hawks | 2          | 3.354     | 1.677   | 041,93 %   |
| 09.    | Gentofte Stars            | 1          | 817       | 817     | 070,43 %   |
| 10.    | Odense Bulldogs           | 1          | 701       | 701     | 021,37 %   |
| Gesamt | Gesamt                    | 47         | 124.193   | 2.642   | 076,49 %   |

Stand: 25. April 2018; Quelle:  Metal Ligaen